# 瓦尼尔函数

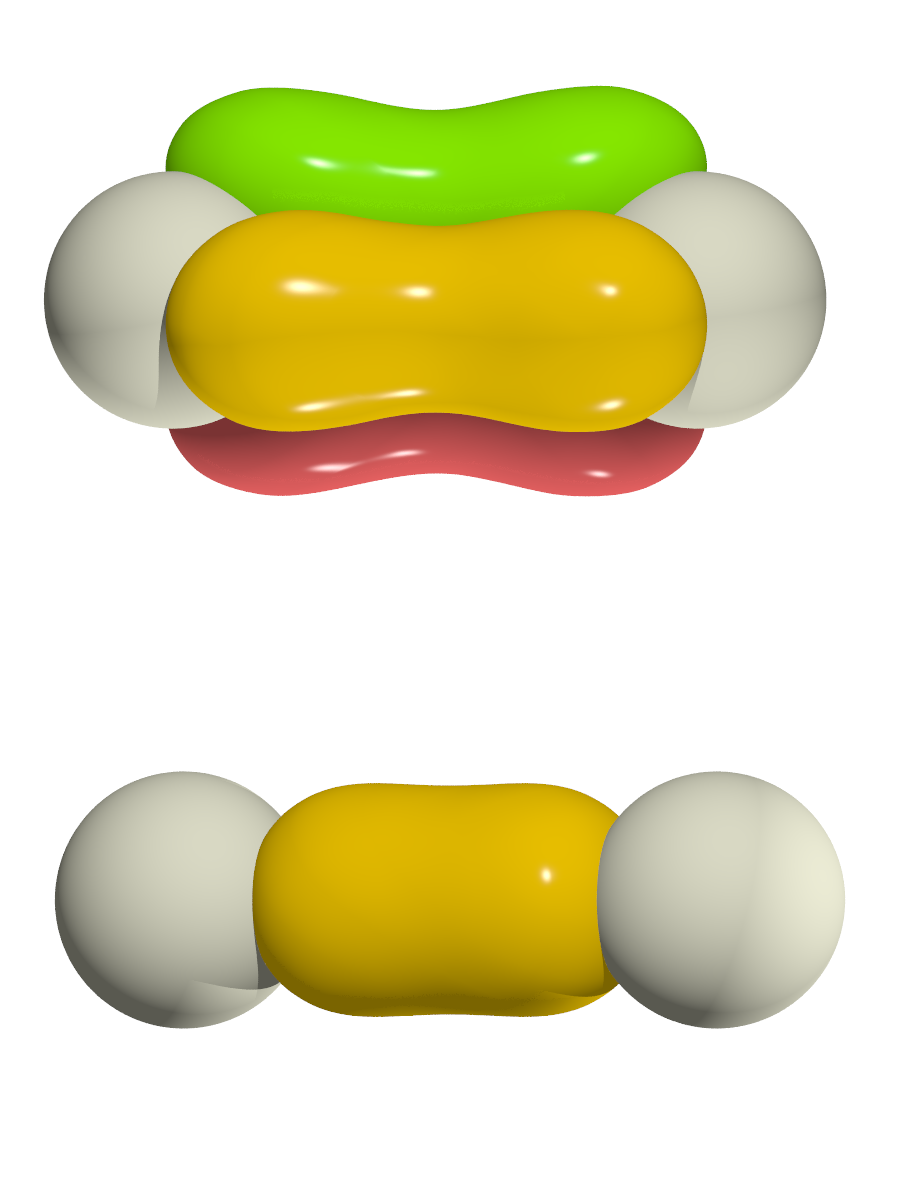
氮化钯（PdN_{2}）中二聚体氮所形成的三键和单键的瓦尼尔函数。

本条目中，向量與标量分別用粗體與斜體顯示。例如，位置向量通常用 {\displaystyle \mathbf {r} \,\!} 表示；而其大小則用 {\displaystyle r\,\!} 來表示。
瓦尼尔函数（英語：Wannier function，或沃尼埃函数），是固体物理学中的一个正交函数的完备集，由格里高利·瓦尼尔提出。瓦尼尔函数在晶系中对应着局域化分子轨道。
晶体中不同晶位的瓦尼尔函数所具有的正交性，使得对特定区域中的电子态进行展开时可以构造出便于计算的基组。瓦尼尔函数的应用极其广泛，例如对电子结合能的分析，在对激子以及里德伯物质的分析中也有其特定的应用。

## 定义

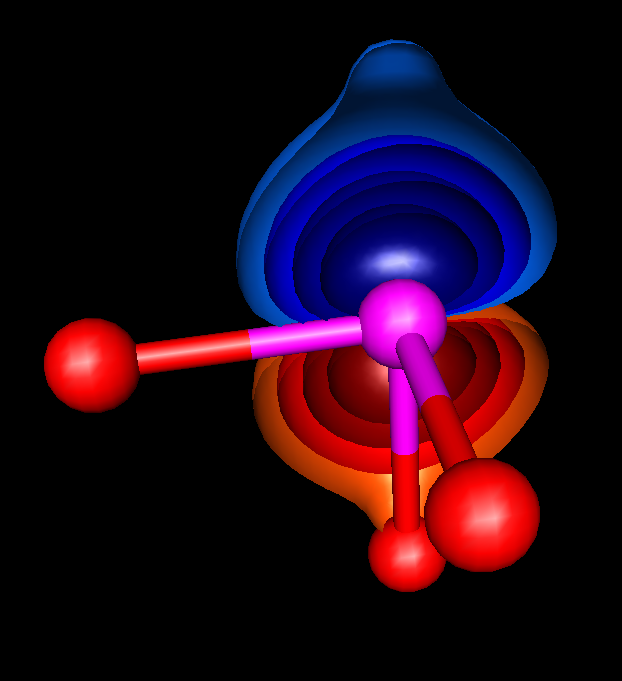
钛酸钡中的瓦尼尔函数

诚然，正如局域化分子轨道，瓦尼尔函数也有许多选取的方式，但最原始的，最简单的，且最常见的定义如下：
选定晶体中的某单一能带，将其布洛赫态标记为
{\displaystyle \psi _{\mathbf {k} }(\mathbf {r} )=e^{i\mathbf {k} \cdot \mathbf {r} }u_{\mathbf {k} }(\mathbf {r} )}
其中 {\displaystyle u_{\mathbf {k} }(\mathbf {r} )} 的周期性和晶体的相同。于是瓦尼尔函数就被定义为
{\displaystyle \phi _{\mathbf {R} }(\mathbf {r} )={\frac {1}{\sqrt {N}}}\sum _{\mathbf {k} }e^{-i\mathbf {k} \cdot \mathbf {R} }\psi _{\mathbf {k} }(\mathbf {r} )},
- R 表示任意格矢（即对于每一布拉菲格矢都有一与其对应的瓦尼尔函数）；
- {\displaystyle N} 为晶格中原胞的数量；
- 对 k 的求和包含布里渊区（或倒易点阵中满足周期性边界条件的原胞）中的 {\displaystyle N} 个不同的 k，均匀地分布在整个布里渊区内。由于 {\displaystyle N} 的值通常较大，为了简化运算会使用如下关系来把此求和化为积分：

{\displaystyle \sum _{\mathbf {k} }\longleftarrow {\frac {N}{\Omega }}\int _{\text{BZ}}d^{3}\mathbf {k} }
其中的“BZ”表示布里渊区，其体积为Ω。

### 性质
在此定义的基础上，瓦尼尔函数被证明具有以下的性质：
- 对于任意格矢  R' ，

{\displaystyle \phi _{\mathbf {R} }(\mathbf {r} )=\phi _{\mathbf {R} +\mathbf {R} '}(\mathbf {r} +\mathbf {R} ')}
换言之，瓦尼尔函数只与 (r − R) 有关。于是瓦尼尔函数常被写作如下替代形式：
{\displaystyle \phi (\mathbf {r} -\mathbf {R} ):=\phi _{\mathbf {R} }(\mathbf {r} )}
- 借助瓦尼尔函数，布洛赫函数可被写作如下形式：

{\displaystyle \psi _{\mathbf {k} }(\mathbf {r} )={\frac {1}{\sqrt {N}}}\sum _{\mathbf {R} }e^{i\mathbf {k} \cdot \mathbf {R} }\phi _{\mathbf {R} }(\mathbf {r} )}
其中的求和符号是对晶体中每一格矢 R 求和。
- 波函数集 {\displaystyle \phi _{\mathbf {R} }} 是一组标准正交基。

{\displaystyle \int _{\text{crystal}}\phi _{\mathbf {R} }(\mathbf {r} )^{*}\phi _{\mathbf {R'} }(\mathbf {r} )d^{3}\mathbf {r} ={\frac {1}{N}}\sum _{\mathbf {k,k'} }\int _{\text{crystal}}e^{i\mathbf {k} \cdot \mathbf {R} }\psi _{\mathbf {k} }(\mathbf {r} )^{*}e^{-i\mathbf {k'} \cdot \mathbf {R'} }\psi _{\mathbf {k'} }(\mathbf {r} )d^{3}\mathbf {r} ={\frac {1}{N}}\sum _{\mathbf {k,k'} }e^{i\mathbf {k} \cdot \mathbf {R} }e^{-i\mathbf {k'} \cdot \mathbf {R'} }\delta _{\mathbf {k,k'} }={\frac {1}{N}}\sum _{\mathbf {k} }e^{i\mathbf {k} \cdot \mathbf {(R'-R)} }=\delta _{\mathbf {R,R'} }}
这一性质也使瓦尼尔函数被推广到了对近周期性势问题的求解中。

### 局域化
定义布洛赫态 {\displaystyle \psi _{\mathbf {k} }(\mathbf {r} )} 为某特定哈密顿算符的本征函数，包含一个“总体的”相位。若对 {\displaystyle \psi _{\mathbf {k} }(\mathbf {r} )} 乘上相位 {\displaystyle e^{i\theta (\mathbf {k} )}}，对于任意（实）函数 {\displaystyle \theta (\mathbf {k} )}，总可以得到另一组等价满足此特定哈密顿算符的波函数。相比原先的波函数，乘上此相位对布洛赫态的性质不产生影响，但其对应的瓦尼尔函数会因此发生改变。
借助上述性质，通过人为选定布洛赫态的相位，可构造出一组最能简化计算的瓦尼尔函数。在实践中，这样的瓦尼尔函数常常是极大局域化的（maximally-localized），意思是瓦尼尔函数 {\displaystyle \phi _{\mathbf {R} }} 被局限于点 R 周围；当远离位置 R 时，函数值迅速趋向于零。对于一维的情况，Kohn证明了总是存在唯一的选择可满足上述性质（基于特定的对称性）。对于多维（二维及以上），此方法可用于任何可对其使用分离变量法的势；但对于一般的高维情况，还需要进一步的研究。
最近的研究提出可用Pipek-Mezey形式的局域化方案构造瓦尼尔函数。对比于极大局域化的瓦尼尔函数（即Foster-Boys方案在晶系中的应用），Pipek-Mezey函数中没有σ轨道和π轨道的混合。

## 现代的极化理论
最近的研究将瓦尼尔函数应用到描述晶体中的极化现象中，例如铁电性。电极化的现代理论解释是由Raffaele Resta和David Vanderbilt提出的，参见Berghold，和Nakhmanson所发表的文章，以及Vanderbilt的介绍。固体中每一单位晶胞的极化强度可被定义为瓦尼尔电荷密度的电偶极矩：
{\displaystyle \mathbf {p_{c}} =-e\sum _{n}\int \ d^{3}r\,\,\mathbf {r} |W_{n}(\mathbf {r} )|^{2}}
其中的求和符号是对所有占据能带的求和，{\displaystyle W_{n}(\mathbf {r} )} 指的是对于能带 n 局域于晶胞中的瓦尼尔函数。在连续的物理过程中，极化强度的变化即为极化的时间导数，可用布洛赫占有态的贝里相位确切地阐述。

## 拓展阅读
- （英文）Karin M Rabe; Jean-Marc Triscone; Charles H Ahn. . Springer. 2007: 2. ISBN 3-540-34590-6.